# Bifur
Bifur je izmišljen lik iz fantazijskih del Angleškega pisatelja J.R.R Tolkiena.
Bifur je  bil škrat, ki je spremljal Thorina II. Hrastoščita in Bilba Bogataja v znanem potovanju, opisanem v Hobitu. Bil je torej član slavne Thorinove druščine, kjer je bil tudi njegov bratranec Bombur in brat Bofur.
V filmih ga igra William Kircher.